# Zéotrope
Un mélange zéotrope ou zéotropique (du grec zêin, bouillir, et tropos, action de tourner) est un mélange liquide qui bout, sous pression constante, à température variable en perdant sa composition fixe.
Exemple : le R407C, mélange eau - acide acétique.